# Bandera de la República Popular de Donetsk
La bandera de la República Popular de Donetsk és un dels símbols oficials de la República Popular de Donetsk, juntament amb l'escut i l'himne.

## Història
Originalment, la bandera fou creada per l'organització "República de Donetsk", que col·locà en la bandera de la paraula "Donetsk" i "república" a l'estil de l'alfabet ciríl·lic antic, a sobre i a sota de l'escut respectivament. Versió de la bandera amb el text, fou utilitzada tant com a bandera de l'organització, i com la bandera de l'estat.
En la bandera oficial actual a la part superior està escrit "Donètskaja Naròdnaja (Донецкая народная, literalment "de Donetsk Popular")", a la part inferior - "República" (республика).

Bandera actual de la República Popular de Donetsk
Primera versió de la bandera de la República Popular de Donetsk.

## Significat dels colors de la bandera
- El color negre simbolitza la terra fèrtil de la Rússia Menor i el carbó de Donbàs.
- El color blau simbolitza l'esperit del poble i les aigües del mar d'Azov.
- El color roig simbolitza la sang, que fou vessada per la llibertat de les persones.[5]